# Dan Gargan
Pour les articles homonymes, voir Gargan.
Dan Gargan, né le 14 décembre 1982 à Philadelphie, est un joueur américain de soccer. Il évolue au poste de défenseur.

## Biographie
Le 7 mars 2014, Gargan signe avec le Galaxy de Los Angeles.

## Palmarès
Toronto FC
- Vainqueur du Championnat canadien en 2010 et 2011

 Fire de Chicago
- Finaliste de la Coupe des États-Unis en 2011

 Galaxy de Los Angeles
- Vainqueur de la Coupe MLS en 2014